# Coppa Davis 1992
La Coppa Davis 1992 è stata l'81ª edizione del massimo torneo riservato alle nazionali maschili di tennis. Vi hanno partecipato 92 nazioni ed è stato introdotto il Gruppo III in tutte le divisioni zonali. Nella finale disputata dal 4 al 6 dicembre al Convention Center di Fort Worth negli Stati Uniti, gli Stati Uniti hanno battuto la Svizzera.

## Gruppo Mondiale
| Squadre partecipanti | Squadre partecipanti | Squadre partecipanti | Squadre partecipanti |
| Argentina            | Australia            | Belgio               | Brasile              |
| Canada               | Cecoslovacchia       | Francia              | Germania             |
| Regno Unito          | Italia               | Paesi Bassi          | Spagna               |
| Svezia               | Svizzera             | Stati Uniti          | Jugoslavia           |
| -------------------- | -------------------- | -------------------- | -------------------- |

### Tabellone
|  | Primo turno 31 gennaio - 2 febbraio      | Primo turno 31 gennaio - 2 febbraio | Primo turno 31 gennaio - 2 febbraio |                               |                | Quarti di finale 27-29 marzo | Quarti di finale 27-29 marzo            | Quarti di finale 27-29 marzo |   |  | Semifinali 25-27 settembre | Semifinali 25-27 settembre               | Semifinali 25-27 settembre |   |  | Finale 4-6 dicembre | Finale 4-6 dicembre | Finale 4-6 dicembre |
|  |                                          |                                     |                                     |                               |                |                              |                                         |                              |   |  |                            |                                          |                            |   |  |                     |                     |                     |
|  | Bayonne, Francia (Sintetico indoor)      |                                     |                                     |                               |                |                              |                                         |                              |   |  |                            |                                          |                            |   |  |                     |                     |                     |
|  |                                          | Francia                             | 5                                   |                               |                |                              |                                         |                              |   |  |                            |                                          |                            |   |  |                     |                     |                     |
|  |                                          | Francia                             | 5                                   | Nîmes, Francia (Terra indoor) |                |                              |                                         |                              |   |  |                            |                                          |                            |   |  |                     |                     |                     |
|  |                                          | Regno Unito                         | 0                                   |                               |                |                              |                                         |                              |   |  |                            |                                          |                            |   |  |                     |                     |                     |
|  |                                          | Regno Unito                         | 0                                   |                               | Francia        | 2                            |                                         |                              |   |  |                            |                                          |                            |   |  |                     |                     |                     |
|  | L'Aia, Paesi Bassi (Sintetico indoor)    |                                     |                                     |                               | Francia        | 2                            |                                         |                              |   |  |                            |                                          |                            |   |  |                     |                     |                     |
|  |                                          |                                     | Svizzera                            | 3                             |                |                              |                                         |                              |   |  |                            |                                          |                            |   |  |                     |                     |                     |
|  |                                          | Paesi Bassi                         | Svizzera                            | 3                             | 1              |                              |                                         |                              |   |  |                            |                                          |                            |   |  |                     |                     |                     |
|  |                                          | Paesi Bassi                         |                                     |                               | 1              |                              | Ginevra, Svizzera (Sintetico indoor)    |                              |   |  |                            |                                          |                            |   |  |                     |                     |                     |
|  |                                          | Svizzera                            | 4                                   |                               |                |                              |                                         |                              |   |  |                            |                                          |                            |   |  |                     |                     |                     |
|  |                                          |                                     |                                     |                               |                |                              |                                         | Svizzera                     | 5 |  |                            |                                          |                            |   |  |                     |                     |                     |
|  | Rio de Janeiro, Brasile (Terra)          |                                     |                                     |                               |                |                              |                                         | Svizzera                     | 5 |  |                            |                                          |                            |   |  |                     |                     |                     |
|  |                                          |                                     | Brasile                             | 0                             |                |                              |                                         |                              |   |  |                            |                                          |                            |   |  |                     |                     |                     |
|  |                                          | Germania                            | Brasile                             | 0                             | 1              |                              |                                         |                              |   |  |                            |                                          |                            |   |  |                     |                     |                     |
|  |                                          | Germania                            | Maceió, Brasile (Terra)             |                               | 1              |                              |                                         |                              |   |  |                            |                                          |                            |   |  |                     |                     |                     |
|  |                                          | Brasile                             | 3                                   |                               |                |                              |                                         |                              |   |  |                            |                                          |                            |   |  |                     |                     |                     |
|  |                                          | Brasile                             | 3                                   |                               | Brasile        | 3                            |                                         |                              |   |  |                            |                                          |                            |   |  |                     |                     |                     |
|  | Bolzano, Italia (Sintetico indoor)       |                                     |                                     |                               | Brasile        | 3                            |                                         |                              |   |  |                            |                                          |                            |   |  |                     |                     |                     |
|  |                                          |                                     | Italia                              | 1                             |                |                              |                                         |                              |   |  |                            |                                          |                            |   |  |                     |                     |                     |
|  |                                          | Spagna                              | Italia                              | 1                             | 1              |                              |                                         |                              |   |  |                            |                                          |                            |   |  |                     |                     |                     |
|  |                                          | Spagna                              |                                     |                               | 1              |                              |                                         |                              |   |  |                            | Fort Worth, Stati Uniti (Cemento indoor) |                            |   |  |                     |                     |                     |
|  |                                          | Italia                              | 4                                   |                               |                |                              |                                         |                              |   |  |                            |                                          |                            |   |  |                     |                     |                     |
|  |                                          |                                     |                                     |                               |                |                              |                                         |                              |   |  |                            |                                          | Svizzera                   | 1 |  |                     |                     |                     |
|  | Nicosia, Cipro (Sintetico indoor)        |                                     |                                     |                               |                |                              |                                         |                              |   |  |                            |                                          | Svizzera                   | 1 |  |                     |                     |                     |
|  |                                          |                                     | Stati Uniti                         | 3                             |                |                              |                                         |                              |   |  |                            |                                          |                            |   |  |                     |                     |                     |
|  |                                          | Jugoslavia                          | Stati Uniti                         | 3                             | 0              |                              |                                         |                              |   |  |                            |                                          |                            |   |  |                     |                     |                     |
|  |                                          | Jugoslavia                          | Lund, Svezia (Sintetico indoor)     |                               | 0              |                              |                                         |                              |   |  |                            |                                          |                            |   |  |                     |                     |                     |
|  |                                          | Australia                           | 5                                   |                               |                |                              |                                         |                              |   |  |                            |                                          |                            |   |  |                     |                     |                     |
|  |                                          | Australia                           | 5                                   |                               | Australia      | 0                            |                                         |                              |   |  |                            |                                          |                            |   |  |                     |                     |                     |
|  | Vancouver, Canada (Sintetico indoor)     |                                     |                                     |                               | Australia      | 0                            |                                         |                              |   |  |                            |                                          |                            |   |  |                     |                     |                     |
|  |                                          |                                     | Svezia                              | 5                             |                |                              |                                         |                              |   |  |                            |                                          |                            |   |  |                     |                     |                     |
|  |                                          | Canada                              | Svezia                              | 5                             | 2              |                              |                                         |                              |   |  |                            |                                          |                            |   |  |                     |                     |                     |
|  |                                          | Canada                              |                                     |                               | 2              |                              | Minneapolis, Stati Uniti (Terra indoor) |                              |   |  |                            |                                          |                            |   |  |                     |                     |                     |
|  |                                          | Svezia                              | 3                                   |                               |                |                              |                                         |                              |   |  |                            |                                          |                            |   |  |                     |                     |                     |
|  |                                          |                                     |                                     |                               |                |                              |                                         | Svezia                       | 1 |  |                            |                                          |                            |   |  |                     |                     |                     |
|  | Praga, Cecoslovacchia (Sintetico indoor) |                                     |                                     |                               |                |                              |                                         | Svezia                       | 1 |  |                            |                                          |                            |   |  |                     |                     |                     |
|  |                                          |                                     | Stati Uniti                         | 4                             |                |                              |                                         |                              |   |  |                            |                                          |                            |   |  |                     |                     |                     |
|  |                                          | Belgio                              | Stati Uniti                         | 4                             | 0              |                              |                                         |                              |   |  |                            |                                          |                            |   |  |                     |                     |                     |
|  |                                          | Belgio                              | Fort Myers, Stati Uniti (Cemento)   |                               | 0              |                              |                                         |                              |   |  |                            |                                          |                            |   |  |                     |                     |                     |
|  |                                          | Cecoslovacchia                      | 5                                   |                               |                |                              |                                         |                              |   |  |                            |                                          |                            |   |  |                     |                     |                     |
|  |                                          | Cecoslovacchia                      | 5                                   |                               | Cecoslovacchia | 2                            |                                         |                              |   |  |                            |                                          |                            |   |  |                     |                     |                     |
|  | Mauna Lani, Stati Uniti (Cemento)        |                                     |                                     |                               | Cecoslovacchia | 2                            |                                         |                              |   |  |                            |                                          |                            |   |  |                     |                     |                     |
|  |                                          |                                     | Stati Uniti                         | 3                             |                |                              |                                         |                              |   |  |                            |                                          |                            |   |  |                     |                     |                     |
|  |                                          | Argentina                           | Stati Uniti                         | 3                             | 0              |                              |                                         |                              |   |  |                            |                                          |                            |   |  |                     |                     |                     |
|  |                                          | Argentina                           |                                     |                               | 0              |                              |                                         |                              |   |  |                            |                                          |                            |   |  |                     |                     |                     |
|  |                                          | Stati Uniti                         | 5                                   |                               |                |                              |                                         |                              |   |  |                            |                                          |                            |   |  |                     |                     |                     |

### Finale
| Stati Uniti 3 | Fort Worth Convention Center, Fort Worth, Stati Uniti 4-6 dicembre 1992 Sintetico (indoor) | Fort Worth Convention Center, Fort Worth, Stati Uniti 4-6 dicembre 1992 Sintetico (indoor) | Svizzera 1 |      |     |     |     |             |
| \| \| \| \| 1 \| 2 \| 3 \| 4 \| 5 \| \| \| - \| \| ------------------------------------------------------ \| ---- \| ---- \| --- \| --- \| --- \| ----------- \| \| 1 \| \| Andre Agassi Jakob Hlasek \| 6 1 \| 6 2 \| 6 2 \| \| \| \| \| 2 \| \| Jim Courier Marc Rosset \| 3 6 \| 7 69 \| 6 3 \| 4 6 \| 4 6 \| \| \| 3 \| \| John McEnroe / Pete Sampras Jakob Hlasek / Marc Rosset \| 65 7 \| 68 7 \| 7 5 \| 6 1 \| 6 2 \| \| \| 4 \| \| Jim Courier Jakob Hlasek \| 6 3 \| 3 6 \| 6 3 \| 6 4 \| \| \| \| 5 \| \| Andre Agassi Marc Rosset \| \| \| \| \| \| non giocata \| |                                                                                            |                                                                                            |            |      |     |     |     |             |
| |                                                                                            |                                                                                            | 1          | 2    | 3   | 4   | 5   |             |
| 1 | Stati Uniti (bandiera) · Svizzera (bandiera)                                               | Andre Agassi Jakob Hlasek                                                                  | 6 1        | 6 2  | 6 2 |     |     |             |
| 2 | Stati Uniti (bandiera) · Svizzera (bandiera)                                               | Jim Courier Marc Rosset                                                                    | 3 6        | 7 69 | 6 3 | 4 6 | 4 6 |             |
| 3 | Stati Uniti (bandiera) · Svizzera (bandiera)                                               | John McEnroe / Pete Sampras Jakob Hlasek / Marc Rosset                                     | 65 7       | 68 7 | 7 5 | 6 1 | 6 2 |             |
| 4 | Stati Uniti (bandiera) · Svizzera (bandiera)                                               | Jim Courier Jakob Hlasek                                                                   | 6 3        | 3 6  | 6 3 | 6 4 |     |             |
| 5 | Stati Uniti (bandiera) · Svizzera (bandiera)                                               | Andre Agassi Marc Rosset                                                                   |            |      |     |     |     | non giocata |

## Turno di qualificazione al Gruppo Mondiale
Date: 25-27 settembre
| Città                                 | Squadra ospitante                 | Punteggio | Squadra ospite |
| ------------------------------------- | --------------------------------- | --------- | -------------- |
| Aarhus, Danimarca (Sintetico indoor)  | Danimarca                         | 3-2       | Argentina      |
| Vancouver, Canada (erba)              | Canada                            | 1-3       | Austria        |
| Essen, Germania (Sintetico indoor)    | Germania                          | 5-0       | Belgio         |
|                                       | Cuba                              | w/o       | Jugoslavia     |
| Avilés, Spagna (Terra)                | Spagna                            | 3-0       | Israele        |
| Nuova Delhi, India (erba)             | India                             | 4-1       | Regno Unito    |
| Mosca, Russia (Sintetico indoor)      | Comunità degli Stati Indipendenti | 5-0       | Corea del Sud  |
| L'Aia, Paesi Bassi (Sintetico indoor) | Paesi Bassi                       | 4-1       | Uruguay        |

- Austria, CSI, Cuba, Danimarca ed India promosse al Gruppo Mondiale della Coppa Davis 1993.
- Germania, Paesi Bassi e Spagna rimangono nel Gruppo Mondiale della Coppa Davis 1993.
- Israele (EA), Corea del Sud (AO) ed Uruguay (AMN) rimangono nel Gruppo I della Coppa Davis 1993.
- Argentina (AMN), Belgio (EA), Canada (AMN), Regno Unito (EA) ed Jugoslavia (EA) retrocesse nel Gruppo I della Coppa Davis 1993.

## Zona Americana

### Gruppo I
Squadre partecipanti
- Cile
- Cuba — promossa al Turno di qualificazione al Gruppo Mondiale
- Messico
- Paraguay — retrocessa nel Gruppo II della Coppa Davis 1993
- Uruguay — promossa al Turno di qualificazione al Gruppo Mondiale

### Gruppo II
Squadre partecipanti
- Bahamas — promossa al Gruppo I della Coppa Davis 1993
- Barbados — retrocessa nel Gruppo III della Coppa Davis 1993
- Caraibi dell'Est — retrocessa nel Gruppo III della Coppa Davis 1993
- Colombia
- Ecuador
- Perù
- Rep. Dominicana
- Venezuela

### Gruppo III
Squadre partecipanti
- Bolivia
- Costa Rica
- El Salvador
- Giamaica
- Guatemala
- Haiti — promossa al Gruppo II della Coppa Davis 1993
- Porto Rico — promossa al Gruppo II della Coppa Davis 1993
- Trinidad e Tobago

## Zona Asia/Oceania

### Gruppo I
Squadre partecipanti
- Corea del Sud — promossa al Turno di qualificazione al Gruppo Mondiale
- Filippine
- India — promossa al Turno di qualificazione al Gruppo Mondiale
- Indonesia
- Nuova Zelanda
- Taipei cinese — retrocessa nel Gruppo II della Coppa Davis 1993

### Gruppo II
Squadre partecipanti
- Bangladesh — retrocessa nel Gruppo III della Coppa Davis 1993
- Giordania
- Hong Kong — promossa al Gruppo I della Coppa Davis 1993
- Malaysia
- Pakistan
- Singapore — retrocessa nel Gruppo III della Coppa Davis 1993
- Sri Lanka
- Thailandia

### Gruppo III
Squadre partecipanti
- Arabia Saudita
- Bahrein
- Iran — promossa al Gruppo II della Coppa Davis 1993
- Kuwait — promossa al Gruppo II della Coppa Davis 1993
- Libano
- Qatar
- Siria

## Zona Euro-Africana

### Gruppo I
Squadre partecipanti
- Austria — promossa al Turno di qualificazione al Gruppo Mondiale
- Comunità degli Stati Indipendenti — promossa al Turno di qualificazione al Gruppo Mondiale
- Danimarca — promossa al Turno di qualificazione al Gruppo Mondiale
- Finlandia
- Israele — promossa al Turno di qualificazione al Gruppo Mondiale
- Kenya
- Norvegia
- Polonia — retrocessa nel Gruppo II della Coppa Davis 1993
- Portogallo
- Romania — retrocessa nel Gruppo II della Coppa Davis 1993
- Ungheria

### Gruppo II
Squadre partecipanti
- Bulgaria
- Cipro
- Costa d'Avorio
- Egitto
- Ghana
- Grecia
- Irlanda
- Lussemburgo — promossa al Gruppo I della Coppa Davis 1993
- Malta — retrocessa nel Gruppo III della Coppa Davis 1993
- Marocco
- Monaco
- Nigeria
- Togo — retrocessa nel Gruppo III della Coppa Davis 1993
- Turchia — retrocessa nel Gruppo III della Coppa Davis 1993
- Zambia — retrocessa nel Gruppo III della Coppa Davis 1993
- Zimbabwe — promossa al Gruppo I della Coppa Davis 1993

### Gruppo III
Squadre partecipanti
- Algeria — promossa al Gruppo II della Coppa Davis 1993
- Camerun
- Rep. del Congo
- Senegal — promossa al Gruppo II della Coppa Davis 1993
- Sudafrica — promossa al Gruppo II della Coppa Davis 1993
- Tunisia — promossa al Gruppo II della Coppa Davis 1993